# مجلس ایالتی هسن

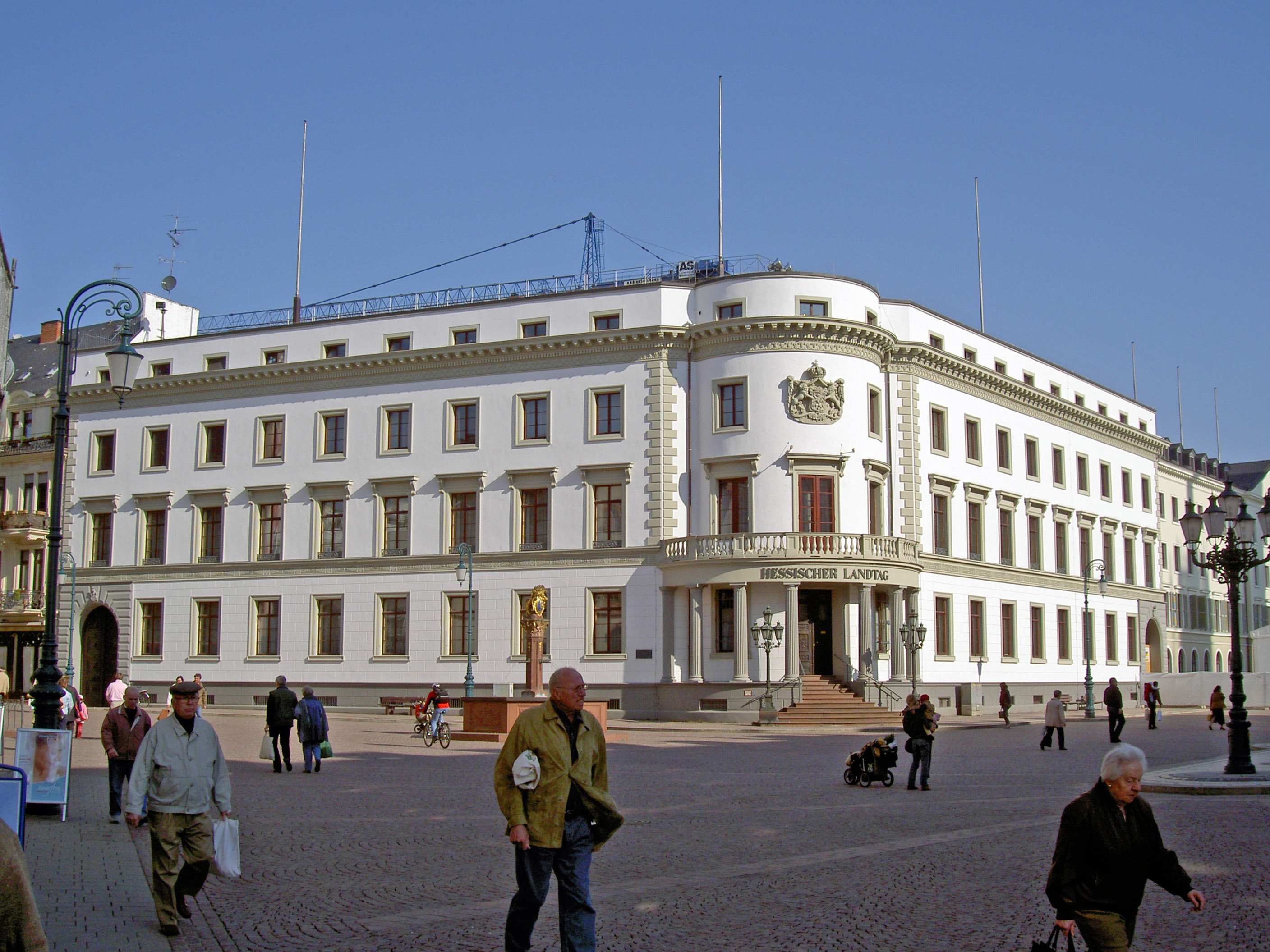
مجلس ایالتی هسن

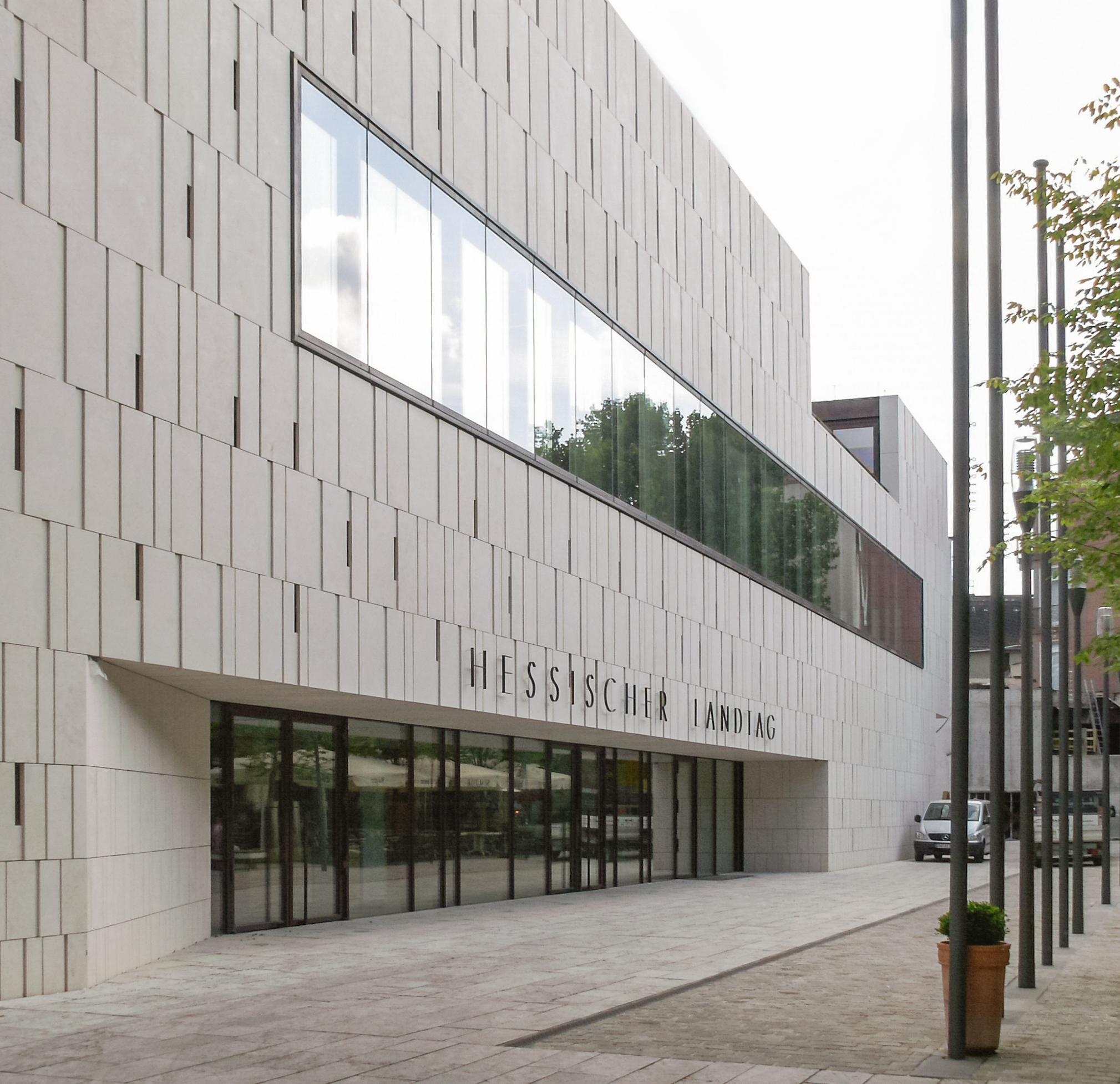
مجلس ایالتی هسن، نمای پشتی

مجلس ایالتی هسن (به آلمانی: Hessischer Landtag) پارلمان تک مجلسی ایالت هسن در جمهوری فدرال آلمان است که در قلعهٔ شهر در ویسبادن تشکیل جلسه می‌دهد. این مجلس به عنوان قوه مقننه دولت محلی ایالت هسن، مسئول تصویب قوانین در سطح ایالتی و تصویب بودجه است. مهمترین وظیفه آن انتخاب و کنترل دولت ایالتی است. قانون اساسی ایالت هسن نقش مجلس ایالتی آن را در بخش‌های ۷۵ تا ۹۹ توضیح می‌دهد.
لندتاگ متشکل از ۱۳۷ عضو از شش حزب است. در حال حاضر دولت ائتلافی از احزاب دموکرات مسیحی و سبزها تشکیل شده‌است. رئیس مجلس بوریس راین و رئیس‌الوزرای هسن فولکر بوفیر هستند.

## انتخابات

### دوره ۲۰ قانونگذاری (۲۰۱۸ تا ۲۰۲۳)
دولت ائتلافی سبز-سیاه (CDU-Green) با اکثریت بسیار اندک ۶۹ کرسی در این دوره نیز ادامه یافت. حزب راست افراطی AfD برای اولین بار در تاریخ نماینده خود را وارد این مجلس ایالتی کرد. حزب سوسیال دموکرات آلمان با ۱۹٫۸ درصد آرا، بدترین نتیجه خود را در این ایالت به دست آورد.
| مهمانی - جشن          | درصد آرا | صندلی‌ها |
| --------------------- | -------- | ------- |
| اتحادیه دموکرات مسیحی | ۲۷٫۰٪    | ۴۰      |
| حزب سبز               | ۱۹٫۸٪    | ۲۹      |
| حزب سوسیال دموکرات    | ۱۹٫۸٪    | ۲۹      |
| آلترناتیو برای آلمان  | ۱۳٫۱٪    | ۱۹      |
| حزب دموکرات آزاد      | ۷٫۵٪     | ۱۱      |
| حزب جپ                | ۶٫۳٪     | ۹       |
| جمع                   |          | ۱۳۷     |